# 川村遼平
川村 遼平（かわむら りょうへい、1986年（昭和61年） - ）は、日本のNPO法人POSSEの事務局長。千葉県出身。東京大学大学院博士課程在籍。日本学術振興会特別研究員。

## 経歴
- 1986年、千葉県に生まれる[1]。
- 千葉県立千葉東高等学校、東京大学教養学部卒業[2]。
- 東京大学大学院総合文化研究科修士課程に入学。
- 現在、同博士課程に在籍中[1]。日本学術振興会特別研究員。

## 人物
NPO法人POSSE事務局長として、労働・貧困問題の現場の支援活動を行う。また、活動の経験を生かした講演、執筆活動にも携わる。

## 著書

### 単著
- 『若者を殺し続けるブラック企業の構造』（角川oneテーマ21、2013年）
- 『NOと言えない若者がブラック企業に負けず働く方法』（晶文社、2013年）

### 共著
- （今野晴貴）『ブラック企業に負けない』（旬報社、2011年）
- （森岡孝二）『就活とブラック企業――現代の若者の働きかた事情』（岩波書店、2011年）
- （松元千枝、古川琢也）『マンガでわかるブラック企業: 人を使い捨てる会社に壊されないために』（合同出版、2013年）

### 雑誌掲載
- 連載中 「労働相談ダイアリー」『POSSE』堀之内出版